# Túnel del Pont Pla
El Túnel del Pont Pla és un túnel situat al Principat d'Andorra. Uneix les localitats d'Andorra la Vella i La Massana.
El túnel està situat a la carretera CG-3. Posteriorment en aquest túnel, en sentit La Massana, hi ha un altre túnel més curt, sense nom, de dos carrils de pujada i un carril de baixada.
És de tub únic, amb dos sentits de circulació (un per sentit) i una longitud de 1.260 metres. La construcció del mateix va ser dirigida per l'empresa catalana Euro Geotecnica. Va ser inaugurat el 2006.

## Túnel més segur d'Europa
Segons el X Informe Europeu d'Avaluació de Túnels (EuroTAP), publicat el 2008, verifica que el Túnel del Pont Pla és el túnel més segur d'Europa. Entre altres mesures de seguretat compta amb apartaderos de descans cada 310 metres, telèfons d'emergència cada 160 metres i extintors d'incendis cada 45 metres. Així mateix posseeix un sistema de detecció d'incendi automàtic i control centralitzat de la ventilació.